# Joseph Ward (Politiker)

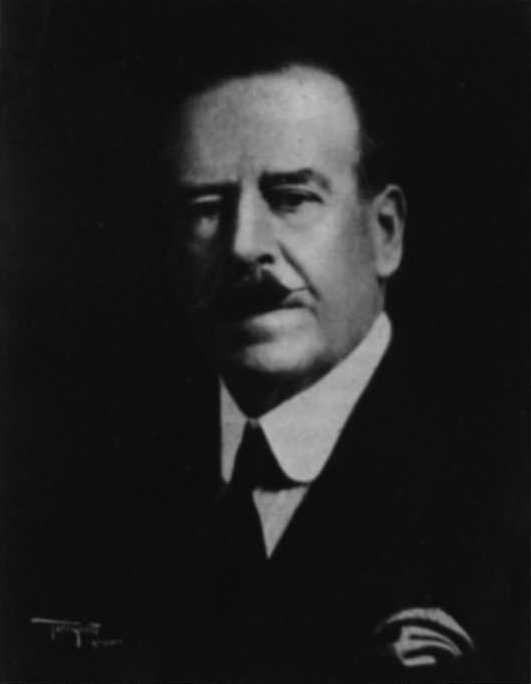
Joseph Ward

Sir Joseph George Ward, 1. Baronet GCMG (* 26. April 1856 in Melbourne; † 8. Juli 1930 in Wellington) war ein neuseeländischer Politiker und Premierminister. Er war für zwei getrennte Amtsperioden Premierminister von Neuseeland.

## Leben

### Frühes Leben
Ward wurde am 26. April 1856 in Melbourne in eine Familie irischer Abstammung geboren. Ward wurde als Katholik aufgezogen. Sein Vater William Thomas Ward, von dem man glaubt, dass er ein Alkoholiker war, starb 1860 im Alter von 31 Jahren. Ward wurde von seiner Mutter Hannah Ward (geb. Dorney) aufgezogen. 1863 zog die Familie aus wirtschaftlichen Gründen nach Bluff (damals Campbelltown), in Neuseelands Region Southland. Hannah Ward gründete einen Laden und eine Pension.
Joseph Ward erhielt seine Schulbildung an den Grundschulen in Melbourne und Bluff. Er besuchte keine weiterführende Schule, las jedoch viel und erbte auch den Geschäftssinn seiner Mutter. Er wird in den meisten Quellen als energetisch und begeisterungsfähig beschrieben und war begierig danach, voranzukommen. Vieles davon wird seiner Mutter zugeschrieben, die sehr danach bestrebt war, ihre Kinder in finanzieller Sicherheit zu sehen. 1869 fand Ward einen Job in der Neuseeländischen Post, später als Angestellter. Später begann er mit Hilfe eines Kredites seiner Mutter als selbständiger Händler zu arbeiten, der die neuen Farmgemeinden in Southland versorgte.
Am 5. Dezember 1883 heiratete er die zehn Jahre jüngere Theresa Dorothea de Smidt, Tochter von Joseph Henry de Smidt. Aus der Ehe gingen zwischen 1884 und 1901 eine Tochter und vier Söhne hervor. Die Tochter, Eileen Josephine Ward, heiratete den Cricketspieler Bernard Bedingfield-Wood.

### Frühe politische Laufbahn
Ward kam schnell mit der Lokalpolitik in Kontakt. Er wurde 1878 mit nur 21 Jahren in den Rat des Borough Campbelltown gewählt und wurde später Bürgermeister der Stadt. Er war auch in der Verwaltung des Hafens von Bluff tätig und wurde deren Leiter.
Bei den Parlamentswahlen 1887 wurde Ward für den Wahlbezirk Awarua in das Parlament gewählt. Politisch unterstützte Ward Julius Vogel und Robert Stout, die Führer der liberalen Parlamentsfraktion. Diese politische Orientierung war im extremen Süden des Landes damals eher ungewöhnlich. Ward wurde als starker Partner bei Diskussionen zu Wirtschaftsfragen bekannt.
1891 kam die neugegründete Liberal Party an die Macht. Der neue Premierminister John Ballance ernannte Ward zum Generalpostmeister. Später, als Richard Seddon nach Ballances Tod Premier wurde Ward Colonial Treasurer (Finanzminister), später zum Minister of Customs und erhielt das Marine Department und das Department of Industries and Commerce. Wards sah den Zweck des Staates darin, die Privatwirtschaft zu unterstützen und zu fördern, was sich auch in seinem Verhalten als Finanzminister niederschlug.
Wards zunehmende Beschäftigung mit Regierungsangelegenheiten führte dazu, dass er seine eigene Geschäftstätigkeit vernachlässigte. Seine finanzielle Lage verschlechterte sich zunehmend und 1896 erklärte ein Richter ihn für „hoffnungslos zahlungsunfähig“. Das war für Ward als Finanzminister auch eine politisch schwierige Situation. Am 16. Juni gab er daher sein Amt auf. 1897 musste er Bankrott erklären, was ihn nach damaligem Recht zwang, auch seinen Parlamentssitz aufzugeben.
Das Gesetz verbot jedoch nicht, sich danach einfach erneut zur Wahl zu stellen. Durch das Schlupfloch der durch sein Ausscheiden erforderlichen Nachwahlen in seinem Wahlbezirk Awarua wurde er noch im gleichen Jahr mit einer größeren Mehrheit neu gewählt. Seine finanziellen Probleme brachten ihm gar einige Popularität ein, er wurde von Vielen als Wohltäter der Region Southland angesehen: Die öffentliche Wahrnehmung war, dass er für seinen nicht ehrenrührigen Fehler von seinen Feinden verfolgt werde.
Allmählich baute Ward sein Geschäft wieder auf und zahlte seine Gläubiger aus. Premier Richard Seddon konnte ihn daher ins Kabinett berufen als Minister of Trade and Customs und im Januar 1900 als Minister of Railways. Er wurde nach und nach zum prominentesten Unterstützer von Seddon und wurde als möglicher Nachfolger gehandelt. Als Seddon lange Amtszeit als Premier sich hinauszog, schlugen einige vor, Ward solle Seddon um die Führungsrolle herausfordern, aber Ward war dazu nicht bereit.
1901 wurde Ward als Knight Commander des Order of St Michael and St George (KCMG) in den persönlichen Adelsstand erhoben.
1906 starb Seddon unerwartet. Ward war zu dieser Zeit in London. In der Partei bestand Konsens, dass Ward sein Amt übernehmen sollte, seine Rückkehr würde jedoch 2 Monate dauern, so dass William Hall-Jones bis zu seiner Rückkehr als Premier amtierte.

### Erste Amtszeit
Ward legte am 6. August 1906 den Amtseid als Premierminister ab. Er wurde von den meisten nicht als der gleiche große Staatsmann wie Seddon angesehen. Die widerstreitenden Interessen in der Liberalen Partei, so glaubten viele, seien nur durch Seddons starke Persönlichkeit und Überzeugungskraft zusammengehalten. Ward schrieb man diese Eigenschaften nicht zu. Häufige parteiinterne Dispute führten zu Unentschiedenheit und häufigen politischen Veränderungen, die am Ende die Regierung lähmten. Die beiden wichtigen Unterstützergruppen der Liberalen, die linksgerichteten Arbeiter in den Städten und die konservativen kleinen Farmer, verstritten sich zunehmend. Ward fehlte eine klare Strategie, um das Problem zu lösen. Jeder Versuch, die eine Gruppe zufrieden zu stellen, verstimmte die andere. Ward konzentrierte sich zunehmend auf die Außenpolitik, was von seinen Opponenten als Zeichen angesehen wurde, dass er mit den Problemen des Landes nicht zurechtkomme.
Bei den Parlamentswahlen 1908 gewannen die Liberalen die Mehrheit. Am 6. November 1908 schlug Ward bei Manganui-o-te-Ao den symbolischen letzten Nagel der Eisenbahnhauptlinie der Nordinsel ein. Seine Regierung unterstützte finanziell die Nimrod-Expedition (1907–1909) des britischen Polarforschers Ernest Shackleton. Zum Dank dafür benannte Shackleton den Mount Ward im Transantarktischen Gebirge nach ihm.
Bei den Wahlen 1911 hatten Regierungspartei und Opposition die gleiche Sitzanzahl. Die Liberalen überlebten eine Weile mit Hilfe der in diesem Fall entscheidenden Stimme des Speaker of the New Zealand House of Representatives. Ward legte sein Amt jedoch – enttäuscht vom Wahlergebnis – im März des folgenden Jahres nieder. Sein Nachfolger wurde Thomas Mackenzie, sein Landwirtschaftsminister. Mackenzies Regierung überlebte nur wenige Monate.
Ward, dessen politische Karriere die meisten beendet glaubten, übernahm eine Position als Hinterbänkler und lehnte mehrere Aufforderungen, die Führung der desorganisierten Liberalen wieder zu übernehmen, ab. Er beschäftigte sich mit relativ unbedeutenden Fragen und fuhr mit seiner Familie nach England, wo ihm von George V. am 20. Juni 1911 der erbliche Adelstitel Baronet, of Awarna in the City of Wellington, verliehen wurde.

### Oppositionsführer
Am 11. September 1913 trat Ward erneut die Führung der Liberalen Partei an. Ward verlangte dabei eine Reihe wichtiger Zugeständnisse von der Partei, die insbesondere auf einen großen persönlichen Einfluss abzielten. Ward sah die Führungsschwäche der Partei als Hauptursache für ihr früheres Versagen an. Ward arbeitete auch an Allianzen mit der wachsenden Arbeiterbewegung, die für viele Parlamentssitze nun eigene Kandidaten stellte.
Am 12. August 1915 nahm Ward einen Vorschlag von William Massey und der regierenden Reform Party an, für die Dauer des Ersten Weltkrieges eine gemeinsame Verwaltung zu bilden. Ward wurde stellvertretender Regierungschef und Finanzminister. Die Beziehungen zwischen Ward und Massey waren jedoch nicht gut. Neben ihren politischen Differenzen war Ward ein irischer Katholik und Massey ein irischer Protestant. Die gemeinsame Regierung endete am 21. August 1919.
Bei den Wahlen 1919 verlor Ward seinen Sitz für Awarua und schied aus dem Parlament aus. 1923 trat er bei einer Nachwahl in Tauranga an, wurde jedoch von einem unbedeutenden Kandidaten der Reformpartei, Charles MacMillan, besiegt. Ward war damit als Gesicht auf der politischen Bühne eigentlich verbraucht. Bei den Wahlen 1925 gelang ihm jedoch bei einer knappen Entscheidung die Rückkehr in das Parlament, dieses Mal als Abgeordneter für Invercargill. Ward versah seinen Sitz mit einem „liberalen“ Etikett, obwohl die Reste der Liberalen Partei mittlerweile unter verschiedenen Namen auftraten. Seine Opponenten warfen ihm daher vor, in der Vergangenheit zu leben und die gleichen verlorenen Schlachten erneut kämpfen zu wollen. Wards Gesundheit begann sich zu verschlechtern.
1928 vereinigten sich die Reste der Liberalen Partei jedoch als United Party, die sich um die Führer George Forbes (Führer einer Fraktion der Liberalen), William Andrew Veitch (Führer einer anderen Fraktion) und Albert Davy, einen früheren Organisator der Reformpartei, scharte. Forbes und Veitch strebten beide die Führung an, und keiner von beiden erlangte einen klaren Vorteil. Schließlich bat Davy Ward als Alternativkandidat anzutreten, vielleicht in der Meinung, Wards Status als früherer Premierminister werde ein Gefühl der Einheit schaffen.

### Zweite Amtszeit
Ward akzeptierte das Angebot und wurde Führer der United Party. Seine Gesundheit war jedoch noch immer schlecht und er fand seine Aufgabe schwierig. Beim Wahlkampf für die Wahlen 1928 erstaunte Ward sowohl Unterstützer als auch seine Zuhörer, als er ankündigte, im Laufe eines Jahres Darlehen von 70 Millionen Pfund aufnehmen zu wollen, um die Wirtschaft anzukurbeln. Man glaubt, dass die Zahl ein Fehler war, der Wards schwindendem Sehvermögen zuzuschreiben sei. Trotz des Widerstandes aus seiner Partei gegen dieses Versprechen reichte dieses aus, um die Unterstützung für United massiv wachsen zu lassen. Bei den Wahlen erhielt United die gleiche Sitzzahl wie die Reformpartei. Mit Unterstützung der Labour Party wurde Ward erneut Premierminister, 22 Jahre nach seiner ersten Ernennung.
Im Januar 1930 wurde er als Knight Grand Cross des Order of St Michael and St George (GCMG) ausgezeichnet.
Wards Gesundheit verschlechterte sich jedoch zunehmend. Er hatte mehrere Herzinfarkte und George Forbes besorgte die Regierungsgeschäfte. Ward war jedoch entschlossen, nicht zurückzutreten und blieb auch dann noch Premierminister, als er diese Rolle nicht mehr ausfüllen konnte. Am 28. Mai 1930 gab Ward dem starken Druck seiner Kollegen und seiner Familie nach und übergab das Amt an Forbes.
Ward starb kurz darauf am 8. Juli und wurde mit beträchtlichem Zeremoniell in Bluff begraben. Sein Sohn Vincent (1888–1946) folgte ihm als Abgeordneter für Invercargill nach. Sein ältester Sohn Cyril (1884–1940) beerbte ihn als 2. Baronet.